# Гоманівська траєкторія

Гоманівська траєкторія переходу (жовтий) з низької колової орбіти (зелений) на вищу колову орбіту (червоний). Δv і ∆v — перше і друге увімкнення двигуна на розгін.

Гоманівська траєкторія — в небесній механіці еліптична орбіта, використовувана для переходу між двома іншими орбітами, що лежать зазвичай в одній площині. У найпростішому випадку вона перетинає ці дві орбіти в апоцентрі і перицентрі. Орбітальний маневр для переходу складається з двох імпульсів роботи двигуна на розгін — для входу на гоманівську траєкторію і для сходження з неї. Названа на честь німецького вченого Вальтера Гомана, який у 1925 році описав її в своїй книзі. На Гомана справила значний вплив книга 1897 року «На двох планетах» письменника-фантаста Курда Лассвіца. Цю саму траєкторію запропонували незалежно радянські вчені Володимир Вєтчинкін і Фрідріх Цандер.
Гоманівська траєкторія теоретично розраховується для двох імпульсних (умовно миттєвих) приростів швидкості. Однак, оскільки час роботи двигуна (потрібний для набрання відповідного приросту швидкості) відрізняється від нуля, то імпульс має бути якомога коротшим; відповідно, потрібно застосовувати двигуни з великою тягою. Якщо ж космічний апарат оснащено тільки двигунами малої тяги, то для виконання переходу гоманівською траєкторією знадобляться декілька увімкнень двигуна, що різко знизить енергетичну вигоду такого переходу (потрібне збільшення швидкості складе до 141 % від двоімпульсного маневру).
Для гоманівської траєкторії кутова дальність (кут між променями, проведеними з точки O в початкову та кінцеву точки траєкторії) дорівнює 180°. Якщо вона менша від 180°, траєкторію називають траєкторією першого піввитка, або типу 1, а якщо більша — траєкторією другого піввитка, або типу 2.
Гоманівські орбіти є найекономнішими двоімпульсними маневрами за затратами палива, але при цьому не забезпечують мінімального часу перельоту. Менший час можливий за здійснення енерговитратного гіперболічного перельоту.
За деяких співвідношень параметрів між початковою і кінцевою орбітами (великі півосі відрізняються в 12 або більше разів) існує трохи економічніший за витратами палива (на частки відсотків бюджету Δv), триімпульсний орбітальний маневр, у ході якого послідовно використовуються дві еліптичні перехідні орбіти. Проте цей маневр є значно тривалішим і для отримання значущої економії вимагає на два порядки більше часу, ніж гоманівська траєкторія (наприклад, кілька тисяч років під час польотів від Землі до зовнішніх планет, порівняно з десятками років для гоманівської орбіти).

## Розрахунок
Розрахувати необхідні прирости швидкості можна двома способами: задавши відношення радіусів кінцевої і початкової орбіт або задавши орбітальні швидкості початкової і кінцевої орбіт. Другий спосіб простіший, якщо заздалегідь відомі орбітальні швидкості орбіт.
Якщо відоме відношення радіусів орбіт {\displaystyle {\bar {r}}={\frac {r_{2}}{r_{1}}}} і орбітальна швидкість початкової орбіти {\displaystyle V_{1}}, то збільшення швидкостей дорівнюють:
{\displaystyle \Delta V=V_{1}\left({\sqrt {\frac {2{\bar {r}}}{{\bar {r}}+1}}}-1\right)}
{\displaystyle \Delta V'=V_{1}{\frac {1}{\sqrt {\bar {r}}}}\left(1-{\sqrt {\frac {2}{{\bar {r}}+1}}}\right)}
Якщо відомі орбітальні швидкості початкової {\displaystyle V_{1}} і кінцевої {\displaystyle V_{2}} орбіт, то збільшення швидкостей обчислюються так:
{\displaystyle {\bar {V}}_{p}={\sqrt {\frac {V_{1}^{2}+V_{2}^{2}}{2}}}}
{\displaystyle \Delta V=V_{1}\left({\frac {V_{1}}{{\bar {V}}_{p}}}-1\right)}
{\displaystyle \Delta V'=V_{2}\left(1-{\frac {V_{2}}{{\bar {V}}_{p}}}\right)}
Наведені залежності стосуються лише колових початкових і кінцевих орбіт і правильні як при переході з нижчої орбіти на вищу, так і при переході з вищої на нижчу. У другому випадку прирости виходять від'ємні, що означає, що апарат необхідно загальмувати на отриману величину.
Сумарний приріст, необхідний для переходу з орбіти на орбіту, можна подати у вигляді:
{\displaystyle \Delta V_{\Sigma }=\Delta V+\Delta V'=V_{1}f({\bar {r}})}
де функція {\displaystyle f({\bar {r}})} являє собою коефіцієнт сумарного приросту, що залежить від співвідношення радіусів орбіт. Аналіз його показує такі цікаві речі. По-перше, сумарний приріст завжди менший від різниці орбітальних швидкостей кінцевої і початкової орбіт. При цьому різниця цих величин збільшується зі зростанням коефіцієнта {\displaystyle {\bar {r}}}. По-друге, ця функція має максимум при {\displaystyle {\bar {r}}\approx 15.582}. Значення функції в цій точці дорівнює {\displaystyle f(15.582)=0.536258}. Це означає, що найенерговитратнішим буде перехід на орбіту, висота якої в 15.582 рази більша від висоти початкової орбіти. Перехід же на ще вищу орбіту (як і на нижчу) буде менш витратним. При прямуванні ж {\displaystyle {\bar {r}}} до нескінченності, тобто при наборі другої космічної швидкості в даній точці, значення функції дорівнює {\displaystyle \lim _{{\bar {r}}\to \infty }f({\bar {r}})={\sqrt {2}}-1\approx 0.41421}. Пов'язано це з тим, що хоча перший імпульс {\displaystyle \Delta V} монотонно збільшується до значення {\displaystyle V_{1}({\sqrt {2}}-1)} зі зростанням висоти кінцевої орбіти, але з певного моменту починає падати до нуля необхідний рівень другого імпульсу {\displaystyle \Delta V'}, що в свою чергу пов'язано зі зменшенням до нуля орбітальної швидкості кінцевої орбіти. При переході ж із вищої орбіти на нижчу такий ефект не спостерігається. У цьому випадку функція монотонно спадає до нескінченності. Однак, якщо взяти якісь дві орбіти, сумарні прирости швидкостей рівні як при прискоренні і переході з нижчої орбіти на вищу, так і при гальмуванні і переході з вищої орбіти на нижчу.